# Grandfontaine (Doubs)
Pour les articles homonymes, voir Grandfontaine.
Grandfontaine est une commune française située dans le département du Doubs, la région culturelle et historique de Franche-Comté et la région administrative Bourgogne-Franche-Comté.
Ses habitants sont nommés les Grandifontains et les Grandifontaines.

## Géographie

### Toponymie
Magnus Fonte en 1078 ; Grandis Fonte en 1089 ; Granfontaine en 1268.
Écarts : Les Baraques de la Rose - La Cocotte - La Belle Étoile - La Croix Rouge - Le Vernoy - Courbieau.
Le village de Grandfontaine est situé à dix kilomètres au Sud-Ouest de Besançon sur la rive droite du Doubs, à deux cent quarante mètres d'altitude.

### Transport
La commune est desservie par les lignes  54  55  56  du réseau de transport en commun Ginko.

### Climat
Pour des articles plus généraux, voir Climat de la Bourgogne-Franche-Comté et Climat du Doubs.
En 2010, le climat de la commune est de type climat des marges montargnardes, selon une étude du Centre national de la recherche scientifique s'appuyant sur une série de données couvrant la période 1971-2000. En 2020, Météo-France publie une typologie des climats de la France métropolitaine dans laquelle la commune est exposée à un climat semi-continental et est dans la région climatique  Jura, caractérisée par une forte pluviométrie en toutes saisons (1 000 à 1 500 mm/an), des hivers rigoureux et un ensoleillement médiocre. 
Pour la période 1971-2000, la température annuelle moyenne est de 10,5 °C, avec une amplitude thermique annuelle de 17,2 °C. Le cumul annuel moyen de précipitations est de 1 149 mm, avec 12,6 jours de précipitations en janvier et 9,3 jours en juillet. Pour la période 1991-2020, la température moyenne annuelle observée sur la station météorologique de Météo-France la plus proche, « Dannemarie-sur-Crète », sur la commune de Dannemarie-sur-Crète à 3 km à vol d'oiseau, est de 11,3 °C et le cumul annuel moyen de précipitations est de 1 066,6 mm. 
La température maximale relevée sur cette station est de 39,9 °C, atteinte le 25 juillet 2019 ; la température minimale est de −22 °C, atteinte le 9 janvier 1985,,. 
Les paramètres climatiques de la commune ont été estimés pour le milieu du siècle (2041-2070) selon différents scénarios d'émission de gaz à effet de serre à partir des nouvelles projections climatiques de référence DRIAS-2020. Ils sont consultables sur un site dédié publié par Météo-France en novembre 2022.

## Urbanisme

### Typologie
Au 1er janvier 2024, Grandfontaine est catégorisée petite ville, selon la nouvelle grille communale de densité à 7 niveaux définie par l'Insee en 2022.
Elle est située hors unité urbaine. Par ailleurs la commune fait partie de l'aire d'attraction de Besançon, dont elle est une commune de la couronne,. Cette aire, qui regroupe 310 communes, est catégorisée dans les aires de 200 000 à moins de 700 000 habitants,.

### Occupation des sols
L'occupation des sols de la commune, telle qu'elle ressort de la base de données européenne d’occupation biophysique des sols Corine Land Cover (CLC), est marquée par l'importance des forêts et milieux semi-naturels (40,1 % en 2018), une proportion identique à celle de 1990 (40,1 %). La répartition détaillée en 2018 est la suivante : 
forêts (40,1 %), prairies (28,7 %), zones urbanisées (20,9 %), terres arables (9,6 %), eaux continentales (0,4 %), zones agricoles hétérogènes (0,3 %). L'évolution de l’occupation des sols de la commune et de ses infrastructures peut être observée sur les différentes représentations cartographiques du territoire : la carte de Cassini (XVIIIe siècle), la carte d'état-major (1820-1866) et les cartes ou photos aériennes de l'IGN pour la période actuelle (1950 à aujourd'hui).

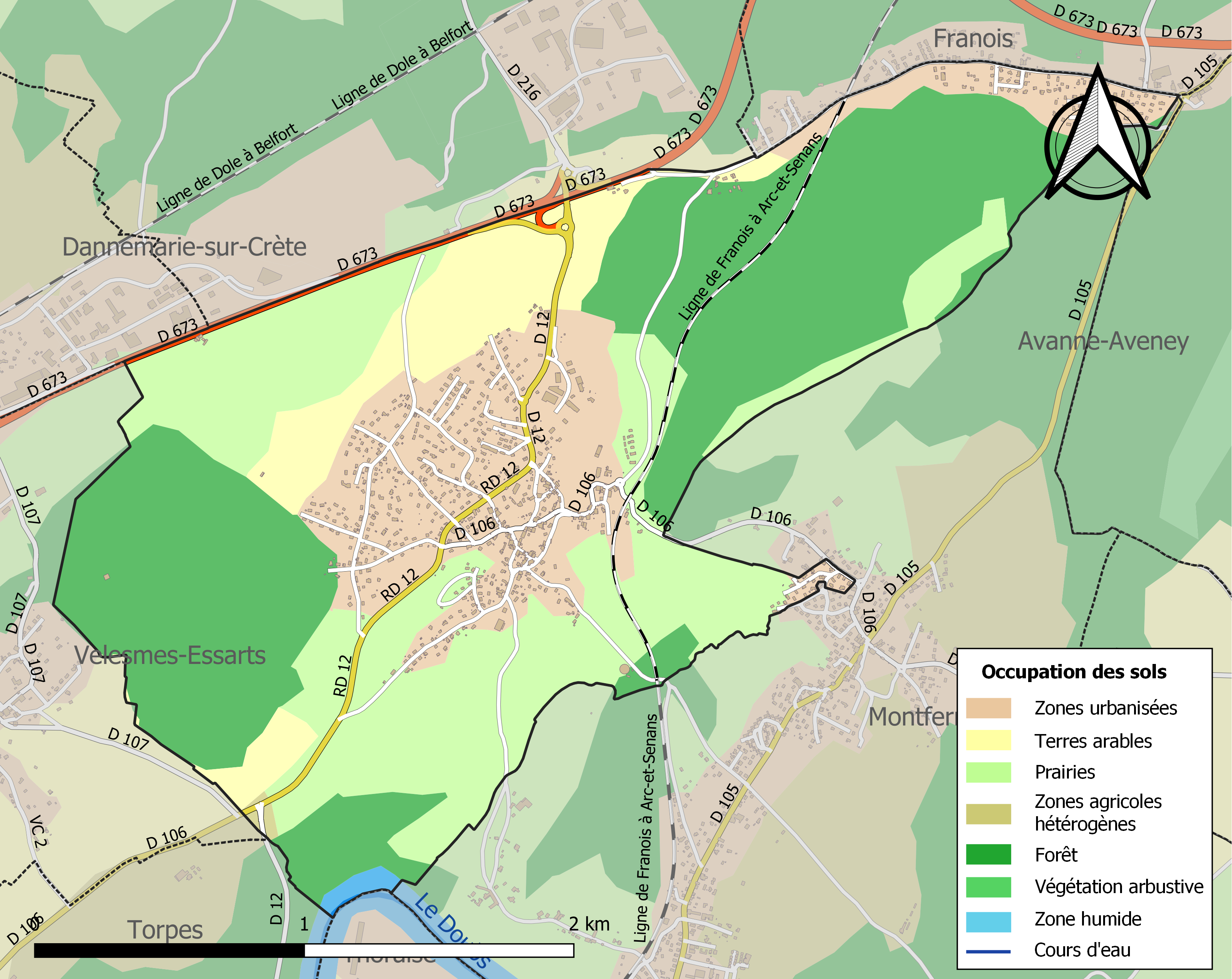
Carte des infrastructures et de l'occupation des sols de la commune en 2018 (CLC).

## Histoire
Le territoire passe pour avoir été un carrefour de plusieurs voies antiques, dont celles de Besançon - Chalon et Besançon - Lyon. Une légende tendrait à confirmer l'importance de la commune à l'époque romaine. Saint Germain, en lutte contre les hérétiques de Séquanie réfugiés en une ville forte de tours et murailles à deux lieues de Besançon, nommée Grandfontaine, les rejoint afin de les exhorter à rentrer dans le sein de l'Église. Ils s'en emparent, le percent de flèches et le décapitent. Miracle ! Il se relève, prend sa tête dans ses mains et, après être passé près du tombeau de saint Ferréol et de son frère Ferjeux de Besançon, gagne l'abbaye de Baume-les-Dames pour y être enterré dignement.
Grandfontaine entre dans l'histoire lorsque le pape Grégoire VII confirme l'abbaye de Baume-les-Messieurs dans la possession du monastère de Saine-Marie avec toutes ses dépendances. Depuis une époque indéterminée et officiellement jusqu'au XVIIIe siècle le village est divisé en deux parties bien distinctes séparées par un ravin : Grandfontaine et Chevanney, partie principale sans doute la plus ancienne, concentrée autour de son église.
Le vent très furieux du 15 janvier 1702 qui renverse la plupart des toits des maisons, le gel à glace du 11 juin 1706 qui fait perdre toutes les récoltes, de même que le terrible hiver de 1709 ou la forte gelée de 1758 qui occasionne des dégâts importants à la vigne sont des calamités climatiques qui perturbent la vie de la commune.Territoire essentiellement agricole, parfois conquis par des défrichages et d'importants travaux d'irrigation, une partie est aussi consacrée à la culture de la vigne (presque 14 hectares en 1744), alors qu'un tiers est boisé. Un moulin nouvellement construit est présent en 1785 dans le Pré de Vaugrenans. Depuis quelques années des entreprises se sont installées, en particulier avec la création d'une zone artisanale, alors que depuis les années 70 la proximité de la capitale régionale transforme le territoire en cité-dortoir, encore plus sensible au hameau de La Belle Étoile. Si les exploitants agricoles sont réduits à la portion congrue, les ouvriers et employés représentent les trois-quarts de la population, pour un cinquième de cadres. Construction d'une nouvelle école, création de la place de la Bascule, sont des exemples prouvant le dynamisme de cette commune qui a su s'adapter à un accroissement au triple de sa population depuis quarante ans.

## Politique et administration
| Période                                  | Période  | Identité       | Étiquette | Qualité  |
| ---------------------------------------- | -------- | -------------- | --------- | -------- |
| avant 1995                               | ?        | Richard Sala   |           |          |
| 2008                                     | 2020     | François Lopez | DVG       | Retraité |
| mai 2020                                 | En cours | Henri Bermond  |           |          |
| Les données manquantes sont à compléter. |          |                |           |          |

## Démographie
L'évolution du nombre d'habitants est connue à travers les recensements de la population effectués dans la commune depuis 1793. Pour les communes de moins de 10 000 habitants, une enquête de recensement portant sur toute la population est réalisée tous les cinq ans, les populations de référence des années intermédiaires étant quant à elles estimées par interpolation ou extrapolation. Pour la commune, le premier recensement exhaustif entrant dans le cadre du nouveau dispositif a été réalisé en 2004.

En 2022, la commune comptait 1 810 habitants, en évolution de +14,05 % par rapport à 2016 (Doubs : +1,88 %, France hors Mayotte : +2,11 %).
| 1793 | 1800 | 1806 | 1821 | 1831 | 1836 | 1841 | 1846 | 1851 |
| ---- | ---- | ---- | ---- | ---- | ---- | ---- | ---- | ---- |
| 388  | 349  | 360  | 350  | 374  | 347  | 360  | 343  | 368  |

| 1856 | 1861 | 1866 | 1872 | 1876 | 1881 | 1886 | 1891 | 1896 |
| ---- | ---- | ---- | ---- | ---- | ---- | ---- | ---- | ---- |
| 357  | 362  | 331  | 317  | 331  | 346  | 329  | 281  | 302  |

| 1901 | 1906 | 1911 | 1921 | 1926 | 1931 | 1936 | 1946 | 1954 |
| ---- | ---- | ---- | ---- | ---- | ---- | ---- | ---- | ---- |
| 242  | 280  | 289  | 247  | 232  | 248  | 252  | 265  | 325  |

| 1962 | 1968 | 1975 | 1982  | 1990  | 1999  | 2004  | 2006  | 2009  |
| ---- | ---- | ---- | ----- | ----- | ----- | ----- | ----- | ----- |
| 342  | 476  | 898  | 1 070 | 1 111 | 1 119 | 1 381 | 1 450 | 1 415 |

| 2014  | 2019  | 2022  | - | - | - | - | - | - |
| ----- | ----- | ----- | - | - | - | - | - | - |
| 1 533 | 1 771 | 1 810 | - | - | - | - | - | - |

Familles existant à la seconde moitié du XVIIIe siècle'
Barthod, Beliard, Boujouane, Bourquin, Bouveret, Boyou, Cariey, Charton, Chaton dit Jolicard, Chemailly, Chevassu, Chevier, Conscience, Ducret, Gremaux, Humbert, Louis, Mairey, Marchand, Pointurier, Savourey, Tevenot, Vieille.

## Lieux et monuments
- Église Notre-Dame-du-Mont. De fondation probablement plus ancienne sous le vocable de Saint-Pierre, elle figurait déjà à cet emplacement au XIVe siècle, orientée est-ouest, sa toiture en laves et en tuiles au clocher couvert d'un dôme en fer blanc. Son accès devenu dangereux est interdit en 1725. L'actuelle, église-halle de style Louis XVI, est construite de 1778 à 1782 selon les plans de l'architecte Bisontin François Lazare Renaud. Son clocher-porche est couronné du traditionnel toit à l'impériale.
- Lavoir. Construit en 1828 d'après les plans de l'architecte Gustave Vieille, il est alimenté par la source qui se trouve à moins de cent mètres. Le bassin de lavage est constitué par la retenue d'eau aménagée juste en aval.

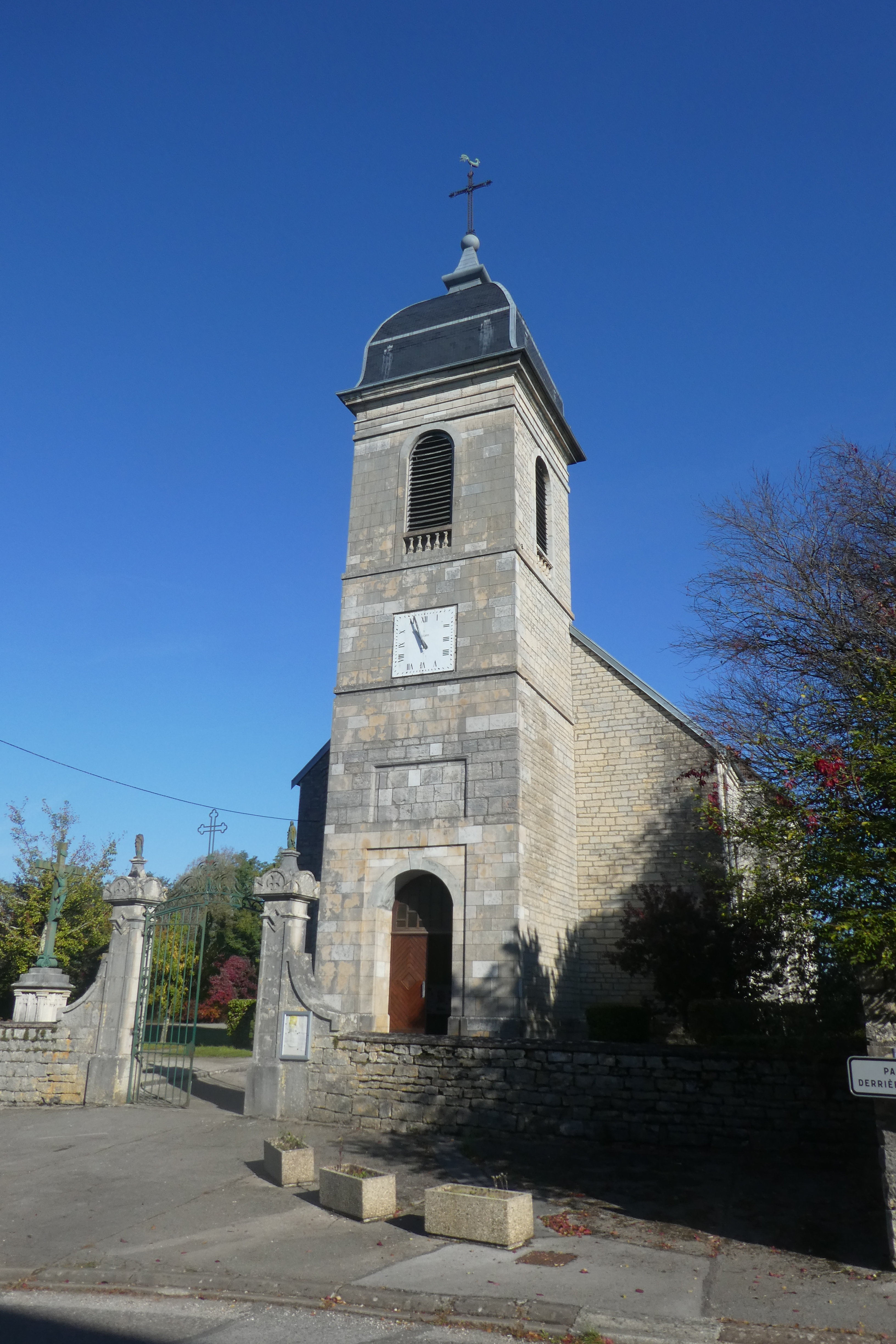
L'église.
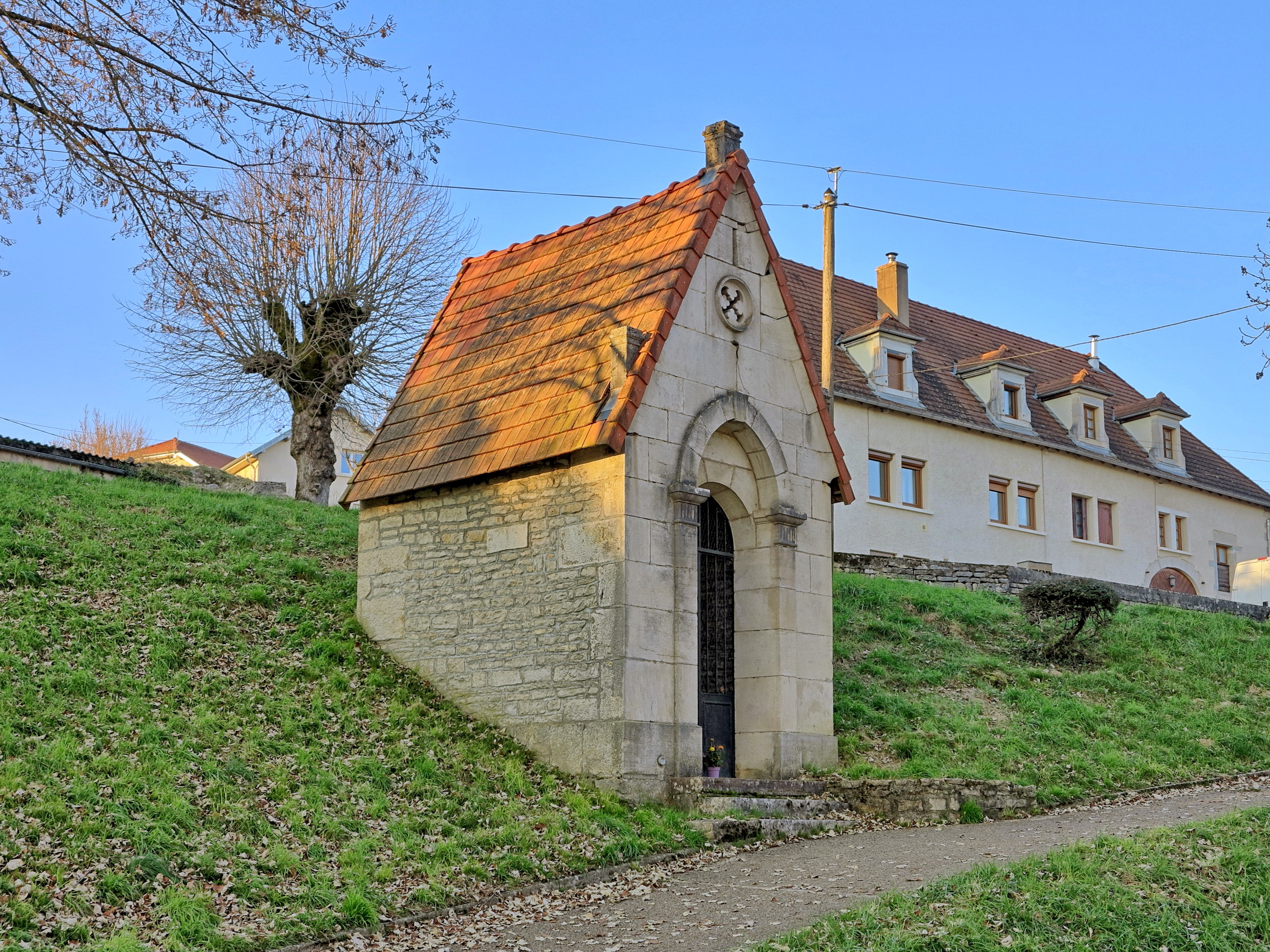
La chapelle.
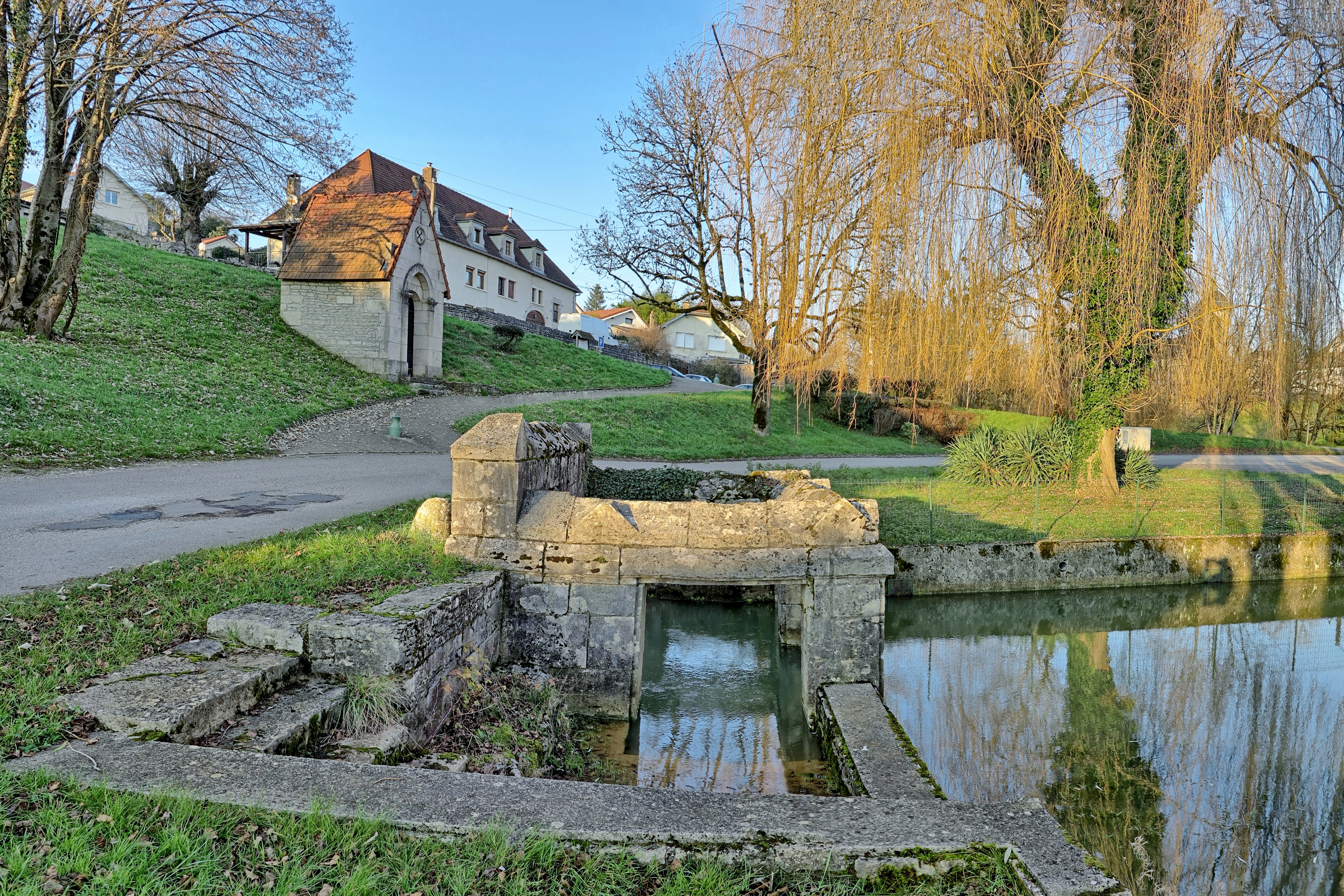
La fontaine de la source.
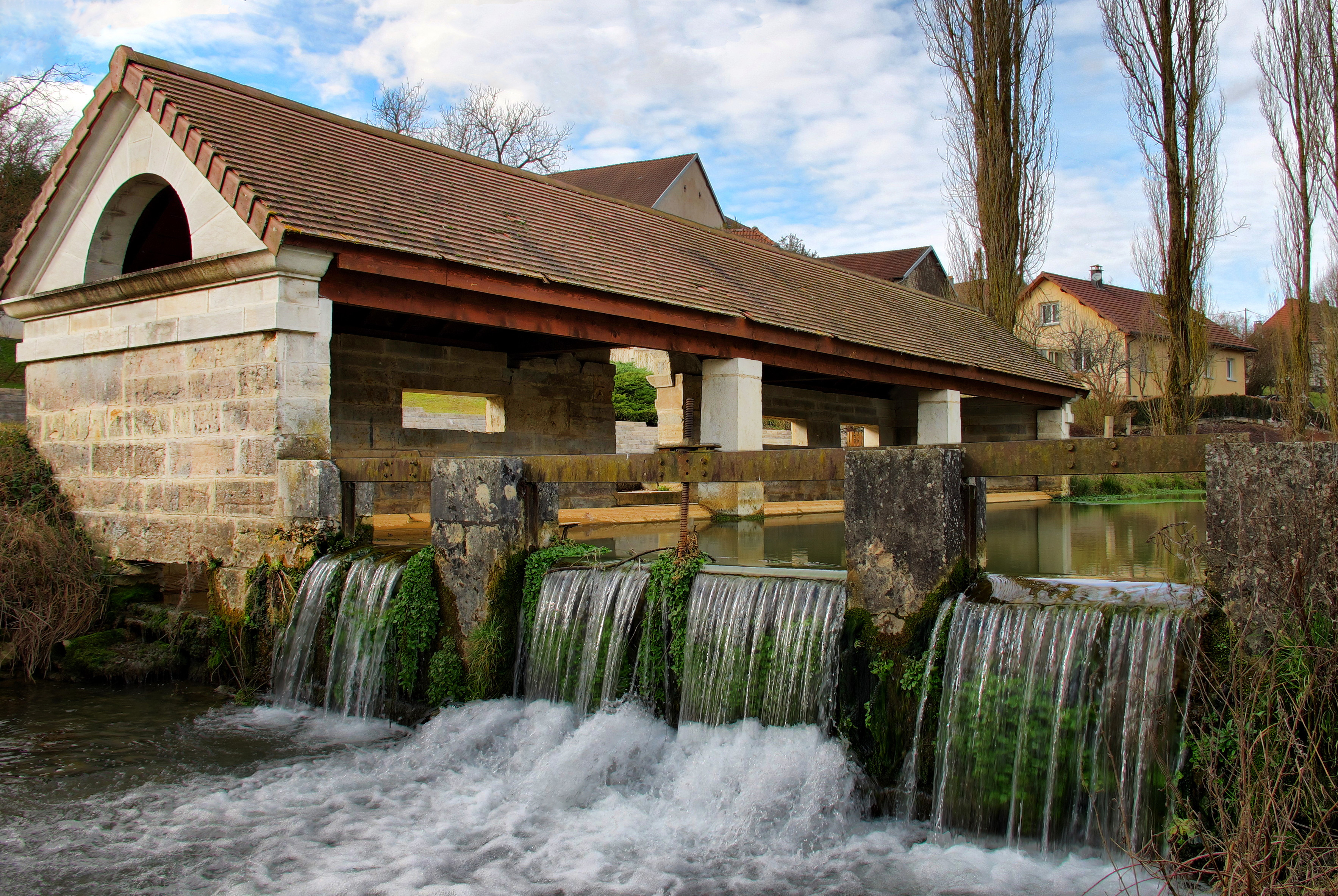
Le barrage du lavoir.

## Personnalités liées à la commune
DEMOUGEOT Robert, Joseph, Mélitin, né le 9 mai 1896 à Lods, mort à Grandfontaine le 5 mai 1991.
Ancien combattant 1916-1918. Appelé, classe 1916, en 1915. Combats de La Main de Massiges.
Reçu à Saint Cyr en 1919, il choisit l'infanterie coloniale. Est affecté en Alsace nouvellement libérée. Puis en Indochine, en Tunisie, en France métropolitaine à Vincennes. Sert ensuite en Algérie puis à Saint-Maixent-l'École dans les Deux-Sèvres.
Nommé chef de Bataillon, il est désigné au poste de chef de cabinet du gouverneur général de l'A.-O.F. et rejoint Dakar en 1938. À la demande du gouverneur général Marcel de Coppet rejoint, en 1939, Tananarive à Madagascar.
Rentre en France en 1946 et s'installe dans sa demeure de Grandfontaine avant d'en être élu maire de 1947 à 1962.
Pendant son mandat il est notamment à l'origine de la création du Syndicat intercommunal d’adduction d'eau potable de Grandfontaine en association avec Charles MAIROT, maire de Montferrand-le-Chateau, et H. JOUFFROY, maire de Velesmes-Essarts. Il a également obtenu le renforcement et la modernisation du réseau électrique et la modernisation de la desserte téléphonique de la commune de Grandfontaine.
VALZER Pierre-Laurent, né le 29 juillet 1808 à Soulce-Cernay, mort  le 5 mars 1883 à Grandfontaine. Fils de laboureur, il fait sa rhétorique au séminaire d'Ornans (1826-1827) puis une année au séminaire de philosophie à la mission d'École à École-Valentin, il partage le second prix de dissertation avec Victor Mauvais (1809-1854) astronome et député du Doubs.  Il débute en 1828 au séminaire de théologie de la rue Mégevand, en 1831 il est ordonné prêtre par Monseigneur Antoine Jacques de Chamon qui remplaçait le cardinal archevêque de Besançon Louis François Auguste de Rohan-Chabot, exilé à Rome. Après trois ans à Montbenoît, il est en 1834 à la cure de Grandfontaine. Il préside le groupement de sept jeunes filles qui veulent devenir gardes-malades. Ce fut le début de ce qui est l'actuelle congrégation des Saints Noms de Jésus et de Marie (les sœurs bleues de La Marne) dont la Maison-Mère est à Montferrand-le-Château.

## Associations
La commune compte plusieurs associations actives :
- ACCA (Chasse)
- AEEFFC : Association Ecologique et Forestière Franc Comtoise
- Amicale des Aînés
- UNC / AFN ( Anciens combattants)